# فارسكور (مركز)
مركز فارسكور، مركز إداري مصري. يقع في محافظة دمياط ضمن إقليم الدلتا في جمهورية مصر العربية. القاعدة الإدارية للمركز هي مدينة فارسكور، وتضم كذلك مدينة الروضة.